# Малтбі (Вашингтон)
Малтбі (англ. Maltby) — переписна місцевість (CDP) в США, в окрузі Сногоміш штату Вашингтон. Населення — 11 277 осіб (2020).

## Географія
Малтбі розташоване за координатами 47°48′8″ пн. ш. 122°6′22″ зх. д. / 47.80222° пн. ш. 122.10611° зх. д. (47.802086, -122.106217).  За даними Бюро перепису населення США в 2010 році переписна місцевість мала площу 50,37 км², з яких 50,19 км² — суходіл та 0,19 км² — водойми.

## Демографія
Згідно з переписом 2010 року, у переписній місцевості мешкало 10 830 осіб у 3862 домогосподарствах у складі 3067 родин. Густота населення становила 215 осіб/км².  Було 4003 помешкання (79/км²).
Расовий склад населення:
| - 91,6 % — білих - 3,6 % — азіатів - 0,6 % — корінних американців - 0,4 % — чорних або афроамериканців - 0,1 % — вихідців з тихоокеанських островів - 1,1 % — осіб інших рас |

До двох чи більше рас належало 2,6 %. Частка іспаномовних становила 3,5 % від усіх жителів.
За віковим діапазоном населення розподілялося таким чином: 23,2 % — особи молодші 18 років, 66,1 % — особи у віці 18—64 років, 10,7 % — особи у віці 65 років та старші. Медіана віку мешканця становила 44,5 року. На 100 осіб жіночої статі у переписній місцевості припадало 102,5 чоловіків;  на 100 жінок у віці від 18 років та старших — 101,3 чоловіків також старших 18 років.
Середній дохід на одне домашнє господарство  становив 125 803 долари США (медіана — 103 584), а середній дохід на одну сім'ю — 138 817 доларів (медіана — 111 526). Медіана доходів становила 77 990 доларів для чоловіків та 59 500 доларів для жінок. За межею бідності перебувало 7,5 % осіб, у тому числі 6,6 % дітей у віці до 18 років та 10,8 % осіб у віці 65 років та старших.
Цивільне працевлаштоване населення становило 5594 особи. Основні галузі зайнятості: освіта, охорона здоров'я та соціальна допомога — 16,6 %, науковці, спеціалісти, менеджери — 16,1 %, виробництво — 12,0 %, роздрібна торгівля — 9,9 %.